# Nicolas Rieffel
 (mars 2025).
Nicolas Rieffel, né le 30 janvier 1980 à Niedernai en Alsace, est un autodidacte cuisinier français, sommelier et chroniqueur culinaire sur la chaîne alsacienne Alsace20. Il est connu du grand public pour avoir été candidat à l’émission Masterchef en 2010 et avoir créé de 2011 à 2016, Life is a Game sa marque de vêtements à destination des professionnels de la cuisine.

## Biographie
Il commence sa carrière en intégrant L’Hostellerie des Châteaux à Ottrott en 1996 où il effectue son apprentissage dans les métiers de la salle et prépare son CAP-BEP en alternance au CEFPPA d’Illkirch Graffenstaden.
Il obtient ses diplômes en 1998 et intègre la même année, toujours en alternance, le restaurant l’Arsenal à Strasbourg jusqu’en 2000. Il enchaîne alors avec le restaurant étoilé par le Guide Michelin Chez Julien toujours à Strasbourg où il ajoute une mention sommellerie à son cursus.
En 2002, il décide de reprendre pendant 2 ans des études de commerce à Ajaccio en Corse.

## Carrière professionnelle
De retour en Alsace après son séjour corse, il intègre le groupe Adecco en 2006 puis devient directeur des ressources humaines d’un groupe alsacien dans le milieu de la beauté en 2008. C’est l’édition 2010 de l’émission Masterchef sur TF1 qui lui fait reprendre le chemin des fourneaux. Il termine 21ème sur 18 000 candidats. Passionné par tous les aspects de la gastronomie, il lance en 2011 sa propre marque de vêtements professionnels avec des tissus techniques intitulée Life is a Game et dont le logo est une tête de mort avec des ailes. Il mettra un terme à cette aventure en 2016. En janvier 2012, il rejoint l’équipe de la chaîne de télé Alsace20 pour animer la chronique culinaire « Grain de sel » consacrée aux meilleurs restaurants de la région.
Il est également animateur de nombreux évènements culinaires et concours tels que les cook show de la Foire aux vins de Colmar depuis 2014.
Depuis 2017, il anime la web série « Des régions à croquer » qui, dans le cadre des associations Alliances Locales Leclerc, présente des producteurs Français défendant le terroir et le savoir-faire traditionnel. En 2017 également, la foire aux vins d’Alsace de Colmar l’invite à relever un nouveau défi avec la création d’un restaurant concept : The Barber Shop restaurant by Nicolas Rieffel.
Plus tard, en 2019, il signe un nouveau projet dont il devient ambassadeur : une gamme d’œufs Bio 100% Alsace.
Nicolas Rieffel est ambassadeur du savoir-faire gastronomique alsacien.

## Vie privée
Très engagé et aussi très proches de ses grands-parents, il organise des ateliers culinaires dans leur maison de retraite diffusés sur les réseaux sociaux depuis 2012.
Il fonde en 2013, avec sa mère Géo (Georgette) Rieffel, Life Pink, une association qui vise à améliorer le quotidien des patients atteints de cancers en Alsace.
Il vit actuellement à Mittelbergheim, village dont il est originaire. En juin 2018, il devient l’ambassadeur du village de sa commune en lice pour le titre du village préféré des Français,. 

## Récompense
Nicolas Rieffel a été choisi par le comité de l’Institut des Arts et Traditions d’Alsace pour recevoir le prix des Bretzels d’Or 2019. C’est pour son amour passionnel de l’Alsace, qui le porte à promouvoir sa région dans ses voyages mais aussi à défendre ses traditions et son patrimoine, qu’il fait désormais partie du cercle très fermé des Bretzels d’Or tel que Tomi Ungerer, Pierre Pflimnin ancien maire de Strasbourg, Alfred Kastler Prix Nobel de Physique ou encore Dominique Formhals d’Aquatic show.
Yves Grandidier, lauréat Bretzel d’Or 2005, déclare dans son laudatio pour Nicolas Rieffel : « Pour cet autodidacte qui a fait sien le proverbe « tout seul on va plus vite mais ensemble on va plus loin », tout ce qu’il entreprend, ici ou là-bas, tourne autour de sa province. Son amour immodéré et passionnel pour l’Alsace, qu’il tient notamment de sa grand-mère qui a su lui insuffler toutes les valeurs alsaciennes avec son histoire, sa richesse, les gens qui y vivent... en un mot tout ce qui fait l’âme de notre région. Nicolas Rieffel est habité à tel point par l’Alsace qu’il ne résiste jamais, quel que soit l’endroit où il se trouve dans notre galaxie, à rappeler à son interlocuteur où a été imprimé la première bible, où sont construites les Bugatti, quelle est la ville natale de Bartholdi... Bref, tout ce qui fait rayonner l’Alsace dans l’univers ! ».